# Duralinox

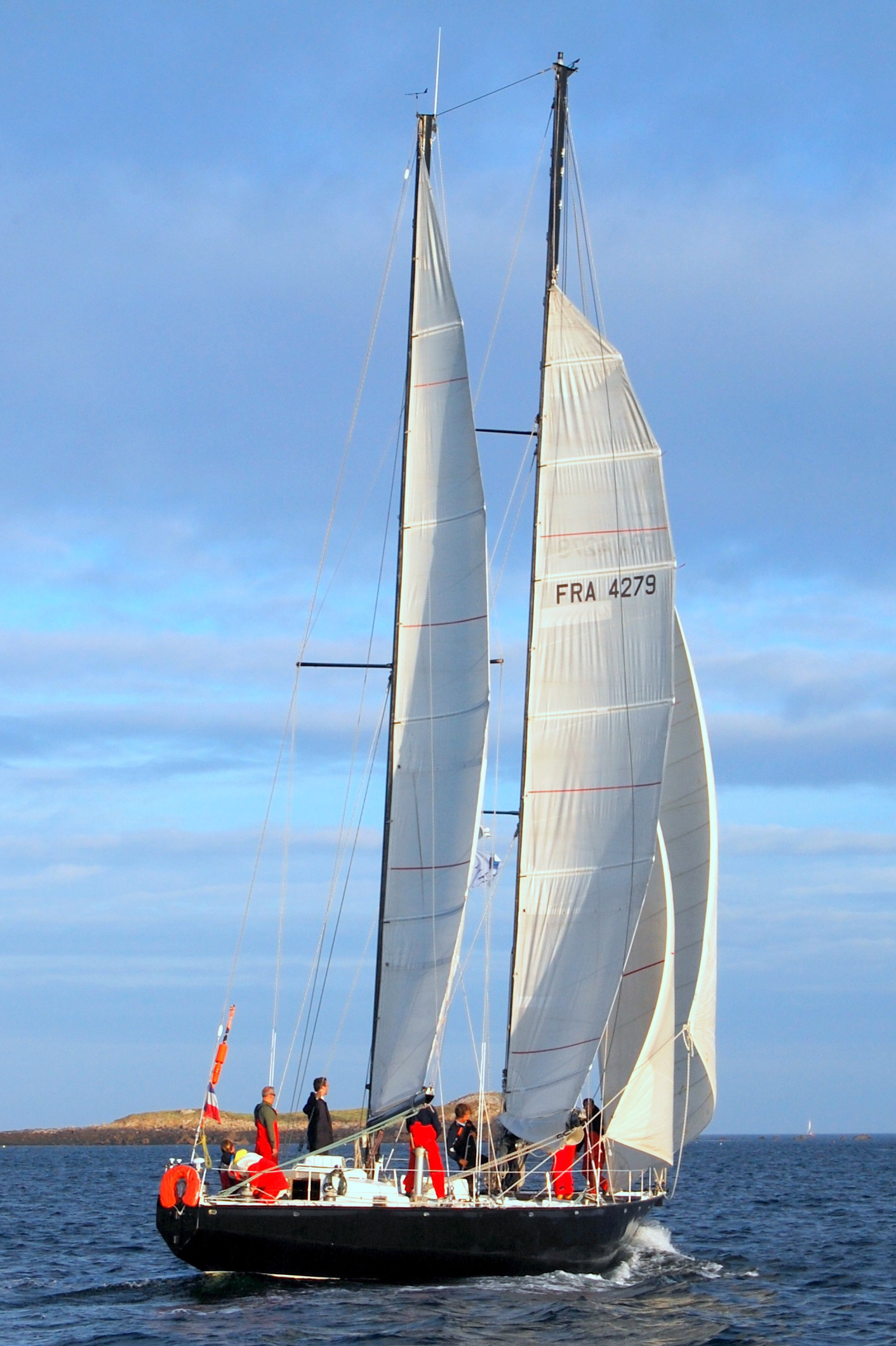
Pen Duik III, veler construït en duralinox el 1967

El duralinox és un aliatge inoxidable lleuger (d'una densitat de 2,66 g/cm³) de forja i laminat a base d'alumini, Al, i magnesi, Mg, (5-12%) que no necessita tractament tèrmic. Deu el seu nom a que resisteix la corrosió. Pot ésser treballat en calent. És emprat en la construcció (bucs de velers, carrosseries de cotxes, etc.) per la facilitat que té d'ésser treballat i en les operacions de soldadura autògena.